# Kostajnik, Krupanj
Kostajnik (izvirno srbsko Костајник) je naselje v Srbiji, ki upravno spada pod Občino Krupanj; slednja pa je del Mačvanskega upravnega okraja.